# Бруно Родрігес (тенісист)
Бруно Родрігес (ісп. Bruno Rodríguez; нар. 28 жовтня 1986) — колишній мексиканський тенісист.
Найвищу одиночну позицію світового рейтингу — 364 місце досяг 17 травня 2010, парну — 359 місце — 24 вересня 2012 року.

## Фінали ATP Челленджер і ITF Ф'ючерс

### Одиночний розряд: 7 (1–6)
| ATP Челленджер (0–0) |
| ITF Ф'ючерс (1–6)    |

| Результат | В-П | Дата     | Турнір            | Рівень  | Покриття | Суперник                 | Рахунок            |
| --------- | --- | -------- | ----------------- | ------- | -------- | ------------------------ | ------------------ |
| Поразка   | 0–1 | Лип 2006 | Мехіко, Мексика   | Ф'ючерс | Тверде   | Ласаро Наварро           | 6–4, 3–6, 4–6      |
| Поразка   | 0–2 | Вер 2007 | Мостолес, Іспанія | Ф'ючерс | Тверде   | Таті Раскон              | 6–3, 3–6, 6–7(1–7) |
| Поразка   | 0–3 | Вер 2007 | Мадрид, Іспанія   | Ф'ючерс | Тверде   | Мігель Анхель Лопес Хаен | 4–6, 6–4, 6–7(5–7) |
| Поразка   | 0–4 | Тра 2009 | Кордова, Мексика  | Ф'ючерс | Тверде   | Сантьяго Гонсалес        | 4–6, 4–6           |
| Перемога  | 1–4 | Чер 2009 | Леон, Мексика     | Ф'ючерс | Тверде   | Мігель Гальярдо Вальєс   | 6–3, 7–6(9–7)      |
| Поразка   | 1–5 | Жов 2009 | Менсфілд, США     | Ф'ючерс | Тверде   | Арно Бругес Даві         | 0–6, 3–6           |
| Поразка   | 1–6 | Тра 2010 | Кордова, Мексика  | Ф'ючерс | Тверде   | Сантьяго Гонсалес        | 7–6(7–1), 2–6, 2–6 |

### Парний розряд: 20 (7–13)
| ATP Челленджер (0–1) |
| ITF Ф'ючерс (7–12)   |

| Результат | В-П  | Дата     | Турнір                    | Рівень     | Покриття  | Партнер                  | Суперники                                  | Рахунок               |
| --------- | ---- | -------- | ------------------------- | ---------- | --------- | ------------------------ | ------------------------------------------ | --------------------- |
| Поразка   | 0–1  | Лис 2005 | Керетаро, Мексика         | Ф'ючерс    | Тверде    | Мігель Ангел Реєс-Варела | Мікаель Екман Карл-Генрік Гансен           | 3–6, 2–6              |
| Поразка   | 0–2  | Лип 2006 | Мехіко, Мексика           | Ф'ючерс    | Тверде    | Мігель Ангел Реєс-Варела | Майкл Джонсон Ласаро Наварро               | 4–6, 6–4, 2–6         |
| Перемога  | 1–2  | Сер 2006 | Тустла-Гутьєррес, Мексика | Ф'ючерс    | Тверде    | Мігель Ангел Реєс-Варела | Алехандро Корреа Джеффрі Ґерке             | 6–4, 6–2              |
| Поразка   | 1–3  | Жов 2006 | Масатлан, Мексика         | Ф'ючерс    | Тверде    | Віктор Ромеро            | Мігель Гальярдо Вальєс Карлос Паленсія     | 2–6, 2–6              |
| Перемога  | 2–3  | Лис 2006 | Керетаро, Мексика         | Ф'ючерс    | Тверде    | Віктор Ромеро            | Даніель Гарса Пабло Гонсалес               | 6–1, 5–7, 7–6(7–3)    |
| Поразка   | 2–4  | Кві 2007 | Сарагоса, Іспанія         | Ф'ючерс    | Ґрунт (i) | Хуан-Пабло Амадо         | Мігель Анхель Лопес Хаен Хорді Марсе-Відрі | 1–6, 2–6              |
| Поразка   | 2–5  | Тра 2007 | Яблонець-над-Нисою, Чехія | Ф'ючерс    | Ґрунт     | Ерік Хвойка              | Ян Машик Ярослав Поспішил                  | 5–7, 5–7              |
| Поразка   | 2–6  | Лип 2007 | Ремерберг, Німеччина      | Ф'ючерс    | Ґрунт     | Дастін Браун             | Андре Бегеманн Ларс Першке                 | 1–6, 6–4, 3–6         |
| Перемога  | 3–6  | Лис 2007 | Керетаро, Мексика         | Ф'ючерс    | Тверде    | Віктор Ромеро            | Джоел Кілбовіч Росс Вілсон                 | 6–3, 6–4              |
| Поразка   | 3–7  | Кві 2008 | Лоха, Іспанія             | Ф'ючерс    | Ґрунт     | Андоні Віванко-Гусман    | Педро Клар Гільєрмо Оласо                  | 6–7(5–7), 3–6         |
| Перемога  | 4–7  | Лис 2008 | Гвадалахара, Мексика      | Ф'ючерс    | Ґрунт     | Віктор Ромеро            | Хуан Мануель Елісондо Сесар Рамірес        | 4–6, 6–2, [10–8]      |
| Перемога  | 5–7  | Лют 2010 | Мехіко, Мексика           | Ф'ючерс    | Тверде    | Даніель Гарса            | Луїс Діас Барріга Мігель Ангел Реєс-Варела | 6–4, 7–5              |
| Поразка   | 5–8  | Сер 2010 | Сакатекас, Мексика        | Ф'ючерс    | Тверде    | Крістофер Діас Фігероа   | Хуан Мануель Елісондо Сесар Рамірес        | 4–6, 7–6(7–2), [4–10] |
| Поразка   | 5–9  | Гру 2011 | Гвадалахара, Мексика      | Ф'ючерс    | Ґрунт     | Мануель Санчес           | Луїс Діас Барріга Адам Ель Мідаві          | 3–6, 3–6              |
| Поразка   | 0–1  | Кві 2012 | Леон, Мексика             | Челленджер | Тверде    | Сесар Рамірес            | Джон Пірс (тенісист) Джон-Патрік Сміт      | 3–6, 3–6              |
| Поразка   | 5–10 | Тра 2012 | Гвадалахара, Мексика      | Ф'ючерс    | Ґрунт     | Мігель Ангел Реєс-Варела | Девін Бріттон Даріан Кінг                  | 3–6, 7–5, [4–10]      |
| Перемога  | 6–10 | Тра 2012 | Морелія, Мексика          | Ф'ючерс    | Тверде    | Мігель Ангел Реєс-Варела | Марвін Баркер Кріс Летчер                  | 6–4, 6–2              |
| Перемога  | 7–10 | Чер 2012 | Унтерферінг, Німеччина    | Ф'ючерс    | Ґрунт     | Мігель Ангел Реєс-Варела | Домінік Мефферт Міхаель Шпеґель            | 3–6, 6–2, [10–7]      |
| Поразка   | 7–11 | Сер 2012 | Фрідберг, Німеччина       | Ф'ючерс    | Ґрунт     | Мігель Ангел Реєс-Варела | Дейн Проподжія Рубін Стейтам               | 1–6, 4–6              |
| Поразка   | 7–12 | Сер 2012 | Роттердам, Нідерланди     | Ф'ючерс    | Ґрунт     | Мігель Ангел Реєс-Варела | Стефан Франсен Геральд Мельцер             | 3–6, 6–7(3–7)         |